# Daniela Maier
Daniela Maier (n. 4 martie 1996, Villingen-Schwenningen, Baden-Württemberg, Germania) este o sportivă ce a reprezentat Germania, medaliată olimpică. A participat la o ediție a Jocurilor Olimpice (2022) în care a câștigat o medalie de bronz.

## Participări
Lista de mai jos prezintă principalele competiții la care a participat Daniela Maier de-a lungul carierei.
- Schi acrobatic la Jocurile Olimpice de iarnă din 2022 - schi cross (feminin)